# Witoldowo (gmina Brześć Kujawski)
Witoldowo – wieś w Polsce położona w województwie kujawsko-pomorskim, w powiecie włocławskim, w gminie Brześć Kujawski.
W latach 1975–1998 miejscowość należała administracyjnie do województwa włocławskiego. Według Narodowego Spisu Powszechnego (III 2011 r.) liczyła 140 mieszkańców. Jest osiemnastą co do wielkości miejscowością gminy Brześć Kujawski.
Nazwa odimienna (od Witolda Miączyńskiego). Niegdyś część dóbr Brzezie, należących do Kronenbergów.